# Jong stellair object

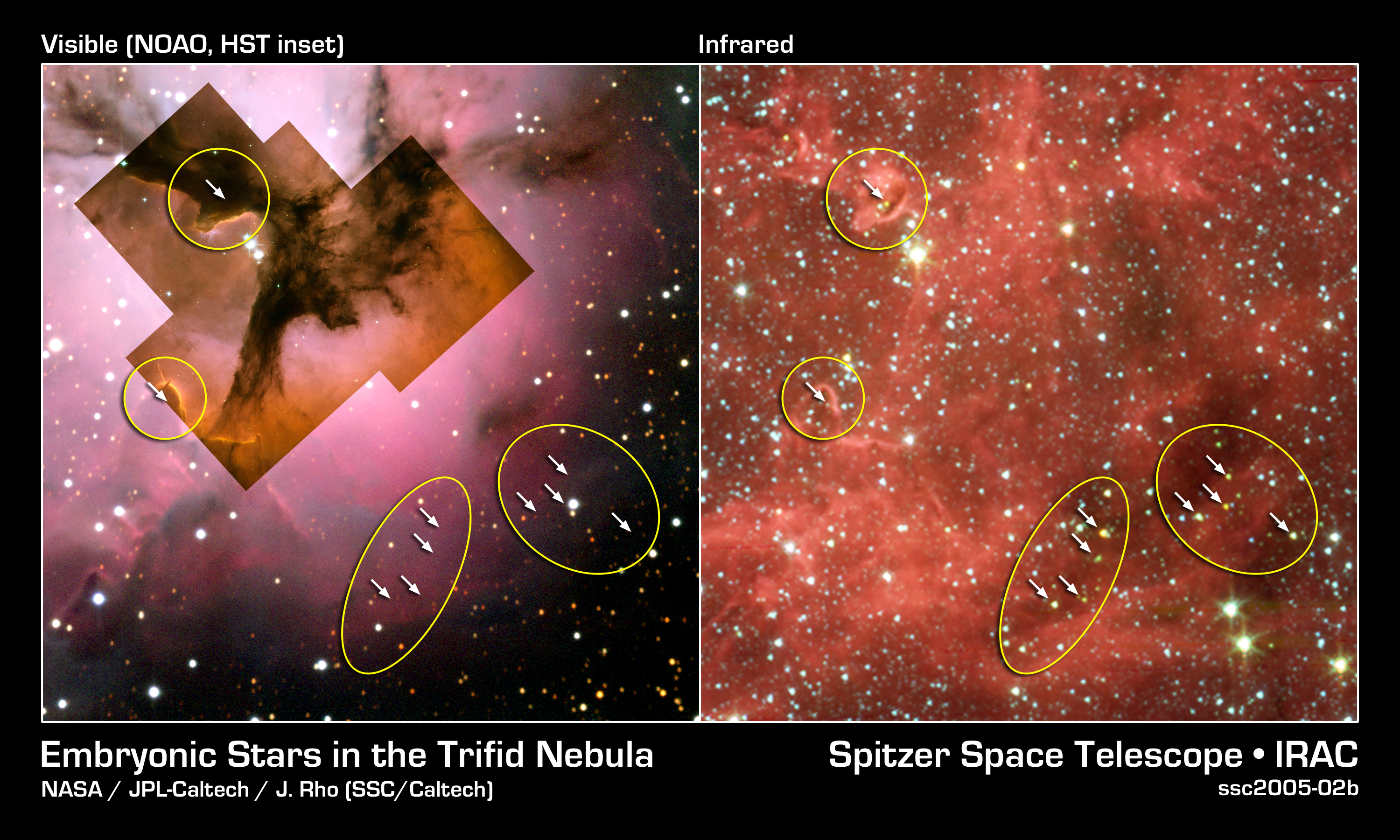
Jonge stellaire objecten (aangegeven met pijlen) in de Trifidnevel. Links een opname in zichtbaar licht en rechts een in het nabij-infrarood. De gele ellipsen geven kernen in de moleculaire wolk aan.

Een jong stellair object (Young Stellar Object of YSO) is een 
ster in een vroege fase van zijn evolutie.
YSO's bestaan uit twee groepen: protosterren en voor-hoofdreeks sterren 
(pre-main seqence stars).
Soms worden ze onderverdeeld naar massa - massieve YSO, lagere massa YSO, en 
bruine dwergen.
Jonge stellaire objecten zijn vaak geassocieerd met andere verschijnselen:
polaire jets, bipolaire gasuitstromen, 
interstellaire masers, Herbig-Haro objecten, 
protoplanetaire schijven.

## Protosterren
Een protoster is het resultaat van de gravitationele samentrekking van een dichte moleculaire wolk in het interstellair medium. Het grootste deel van deze wolken zijn in dynamisch
evenwicht: de zwaartekracht is in evenwicht met de thermische energie van de atomen en
moleculen die de wolk uitmaken. Dit evenwicht kan spontaan verbroken worden door de interne
turbulentie van de wolk, of (vaker), kan getriggerd worden van buitenaf, zoals een door een
schokgolf afkomstig van een naburige supernova of door de botsing van twee verschillende wolken. 
Het resultaat van deze eerste samentrekking is de vorming van een kern die in hydrostatisch evenwicht is
en die zwaarder wordt door accretie.
Protosterren met een massa vergelijkbaar met die van de zon hebben typisch 10 miljoen jaar nodig
om zich te ontwikkelen van een dichte wolk tot een hoofdreeksster, terwijl 15 M☉ sterren 
ongeveer 100.000 jaar daarvoor nodig hebben. 

## Voor-hoofdreekssterren
Wanneer het omhullende gas en stof weggedreven worden en het accretieproces beëindigd wordt
gaat de protoster over in de fase van de voor-hoofdreeksster (PMS-ster). De door deze sterren
uitgestraalde energie komt nog door de gravitationele samentrekking en niet door de kernfusie
zoals bij hoofdreekssterren. Er zijn twee belangrijke soorten PMS-sterren: de Orion-veranderlijken
die een massa hebben tussen 0,08 en 2 M☉, en de Herbig Ae/Be sterren met een massa
tussen 2 en 8 M☉. De Orion-veranderlijken worden op hun beurt weer onderverdeeld in
T Tauri-sterren, Ex Lupi-sterren ((EXors), en FU Orionis-sterren (FUors); 
deze laatste twee klassen worden als twee ondersoorten van T Tauri-sterren beschouwd.
Er zijn geen PMS-sterren zwaarder dan 8 M☉ waargenomen, omdat de evolutie van deze sterren
tot het starten van de kernfusie en het bereiken van de hoofdreeks zeer snel verloopt.

## Spectrale energieverdeling (SED)
De classificatie van jonge stellaire objecten baseert zich op spectroscopische metingen
in het infrarode gebied waar deze objecten een grote hoeveelheid straling
afgeven. Hoewel de plaats, afmetingen, en lichtkracht van de infraroodbronnen veel informatie geven,
is kennis nodig van de spectrale energieverdeling (SED; acroniem van het Engelse
spectral energy distribution), de verdeling van de intensiteit van de straling als functie van 
de golflengte λ in het nabij- en middel-infrarood (2.2–20 {\displaystyle {\mu }m}), om essentiële 
informatie over deze bronnen te 
verkrijgen. Criteria hiervoor zijn geïntroduceerd door C.J. Lada en B.A. Wilking in 
1984. Zij stelden drie klassen objecten voor
(I, II, en III), gebaseerd op de waarden van de spectrale index {\displaystyle \alpha \,}:
{\displaystyle \alpha ={\frac {d\log(\lambda F_{\lambda })}{d\log(\lambda )}}}.
Hier is {\displaystyle \lambda \,} de golflengte, en {\displaystyle F_{\lambda }} is de
fluxdichtheid.
De Klasse I bronnen hebben spectra waarvan de intensiteit sterk toeneemt met de golflengte en die de
meeste energie uitstralen bij λ>20 μm; de Klasse II bronnen hebben een platter spectrum  met gelijke
bijdragen in het nabij- en ver-infrarood, en de Klasse III bronnen stralen de meeste energie uit bij
λ<2 μm en zijn zwakker bij λ>5 μm. De classificatie is in 1993 uitgebreid met de protosterren die de
Klasse 0 werden toegewezen. Zij vertonen sterke submillimeter emissie, maar zijn erg zwak bij
{\displaystyle {\lambda }<10{\mu }m}.
Later in 1994 voegden Greene et al. een vijfde klasse bronnen toe - "plat spectrum" bronnen. 
- Klasse 0 bronnen – worden niet gedetecteerd bij {\displaystyle {\lambda }<20{\mu }m}
- Klasse I bronnen hebben {\displaystyle {\alpha }>0.3}
- Plat spectrum bronnen hebben {\displaystyle 0.3>{\alpha }>-0.3}
- Klasse II bronnen hebben {\displaystyle -0.3>{\alpha }>-1.6}
- Klasse III bronnen hebben {\displaystyle {\alpha }<-1.6}

| Klasse     | Spectrum | Leeftijd | Opmerking                                |
| ---------- | -------- | -------- | ---------------------------------------- |
| Klasse 0   |          | 104 jaar | Beginfase van de accretie                |
| Klasse I   |          | 105 jaar | Dikke schijf, schil omhult ster volledig |
| Klasse II  |          | 106 jaar | Optisch dikke schijf                     |
| Klasse III |          | 107 jaar | Schijf is optisch transparant            |

Het spectrum van deze klassen infraroodbronnen kan worden verklaard met een evolutie-scenario:
- Klasse 0 – de infraroodstraling wordt waarschijnlijk uitgestraald door isotherm stof met een temperatuur van ongeveer 30 K. De protoster wordt volkomen omringd door gas en stof en is verduisterd door de grote optische diepte van het stof. De bijdrage van de thermische straling van de protoster zelf is te verwaarlozen.
- Klasse I – de bijdrage van het stof tot de middel-infrarood straling domineert die van de thermische straling van de jonge T Tauri-ster. Echter een deel van de straling van deze ster kan ontsnappen uit de (schijfvormige) stofschil over een tamelijk grote ruimtehoek.
- Plat spectrum bronnen - een tussenstadium.
- Klasse II – de straling van de protoplanetaire schijf en die van de thermische emissie van de  ster zijn bijna gelijk, doordat de stofschijf die de voorhoofdreeks-ster omhult door de ster wordt verwarmd. Het golflengtebereik van de straling veroorzaakt door de schijf in het spectrum is breder dan verwacht zou worden van straling van een isotherm object. Dit wordt verklaard door een temperatuurgradiënt in de stofschijf: de temperatuur wordt lager met toenemende afstand tot de ster. In dit stadium is de hoeveelheid stof nog veel groter dan bij Klasse III bronnen. Klasse II bronnen worden ook klassieke T Tauri-sterren genoemd.
- Klasse III – de thermische straling van de ster domineert de straling van de stofschijf. Deze SED wordt waargenomen in T Tauri-sterren met zwakke Balmerreeks emissielijnen, wat betekent dat de schil/schijf rond de ster klein geworden is. In dit stadium zijn mogelijk reeds planeten gevormd in de schijf rond de ster.